# Wagenfeld
Wagenfeld ist eine im Süden des Landkreises Diepholz gelegene Einheitsgemeinde mit den Ortsteilen Wagenfeld im westlichen und Ströhen im östlichen Teil.

## Geografie

### Geografische Lage
Wagenfeld befindet sich ungefähr in der Mitte zwischen den Städten Bremen (70 km) im Norden und Osnabrück (50 km) im Südwesten. Nordwestlich liegt es am Ausläufer des Kellenbergs und hat dort die höchste Erhebung von ca. 69 m ü. NN (Bockeler Berg). Der Höhenunterschied beträgt zwischen 33 m ü. NN bis 69 m ü. NN.
Wagenfeld hat eine Gesamtfläche von 117,36 km² davon im Ortsteil Wagenfeld 76,35 km² und Ströhen 41,01 km². Moorfläche sind 13,90 km² = 8,5 %.
Im bzw. am Rand des Gemeindegebiets befinden sich diese größeren Moorgebiete im Uhrzeigersinn: Neustädter Moor, Renzeler Moor, Großes Moor, Oppenweher Moor und Rehdener Geestmoor.

### Flüsse und Bäche

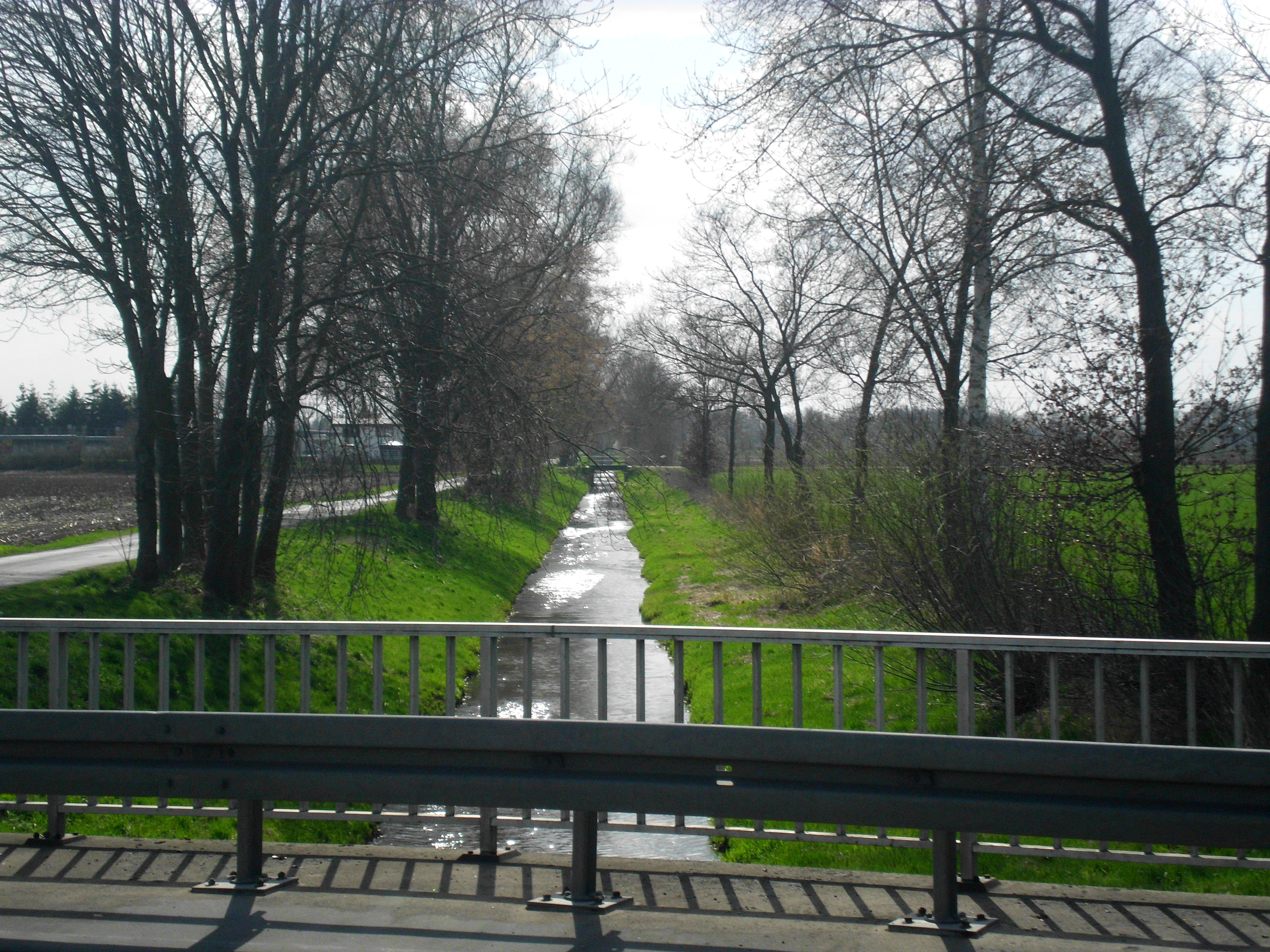
Wagenfelder Aue Blickrichtung Süden

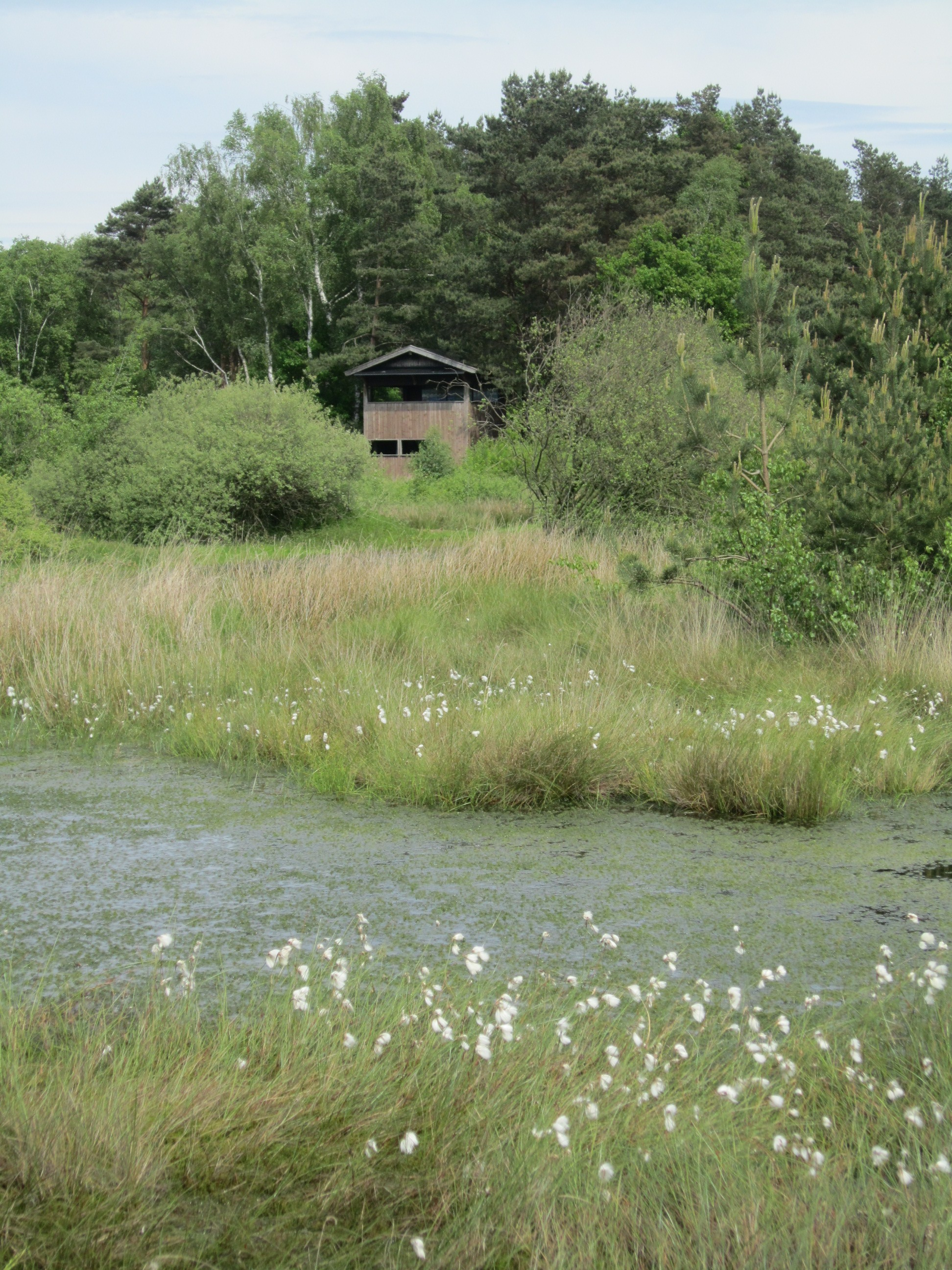
Neustädter Moor; im Hintergrund der Kleine Aussichtsturm

Die Gemeinde wird von mehreren kleinen Bächen durchflossen, die vorwiegend der Urbarmachung der Moore dienten. Größere Flüsse sind die Wagenfelder Aue, ein südöstlicher Zufluss der Hunte, und die Große Aue im südöstlichen Gebiet bei Ströhen, die ein Nebenfluss der Weser ist.

### Geologie
- Bockeler Berg: Stauchmoränen, Podsol, Braunerde
- Am Fuße des Bockeler Berges, auf dem Pustel, Teile von Butzendorf: Flugsand und Podsol
- Förlinger Moor und Randflächen vom Bockeler Moor: Niedermoor
- Neustädter Moor, zentrales Bockeler Moor: Hochmoor
- Entlang der Großen Aue: Auesand, Niedermoor-Gley, Moor
- Andere Wagenfelder und Ströher Gebiete: Niederungssand-Gley-Podsol, Moor-Gley

### Ausdehnung des Gemeindegebiets
Die Entfernung zwischen den äußersten Grenzpunkten beträgt von Nord nach Süd 9,5 km und von West nach Ost 18 km.

### Gemeindegliederung
Die Einheitsgemeinde Wagenfeld besteht aus den ehemals selbstständigen Gemeinden Wagenfeld-Bockel, Wagenfeld-Förlingen, Wagenfeld-Haßlingen, Wagenfeld-Neustadt und Ströhen.

### Nachbargemeinden
Nachbargemeinden sind – von Norden aus im Uhrzeigersinn: Samtgemeinde Rehden, Samtgemeinde Kirchdorf, Samtgemeinde Uchte (Landkreis Nienburg), Rahden und Stemwede (beide Kreis Minden-Lübbecke, Nordrhein-Westfalen) und Samtgemeinde Altes Amt Lemförde.

## Geschichte

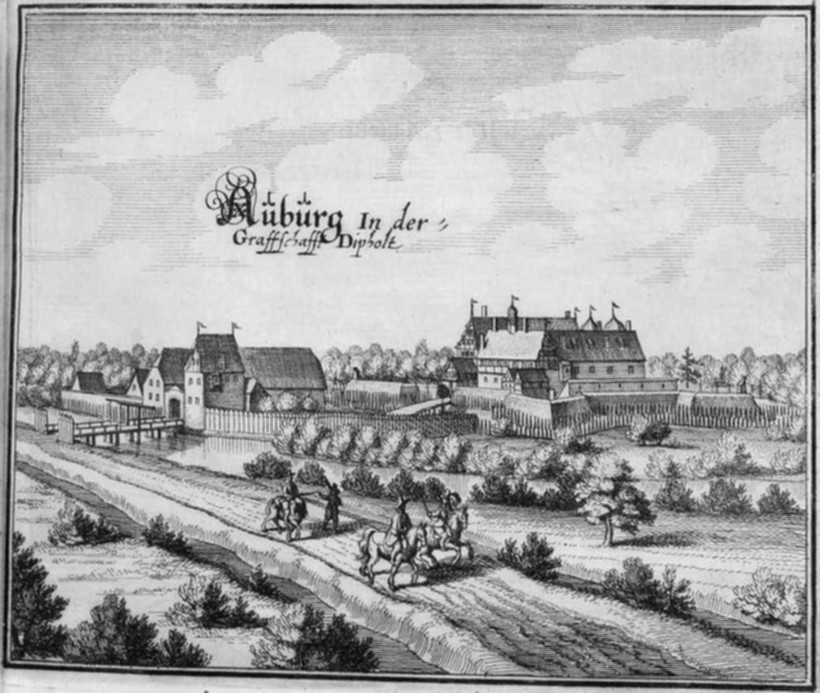
Die Auburg 1654/1658

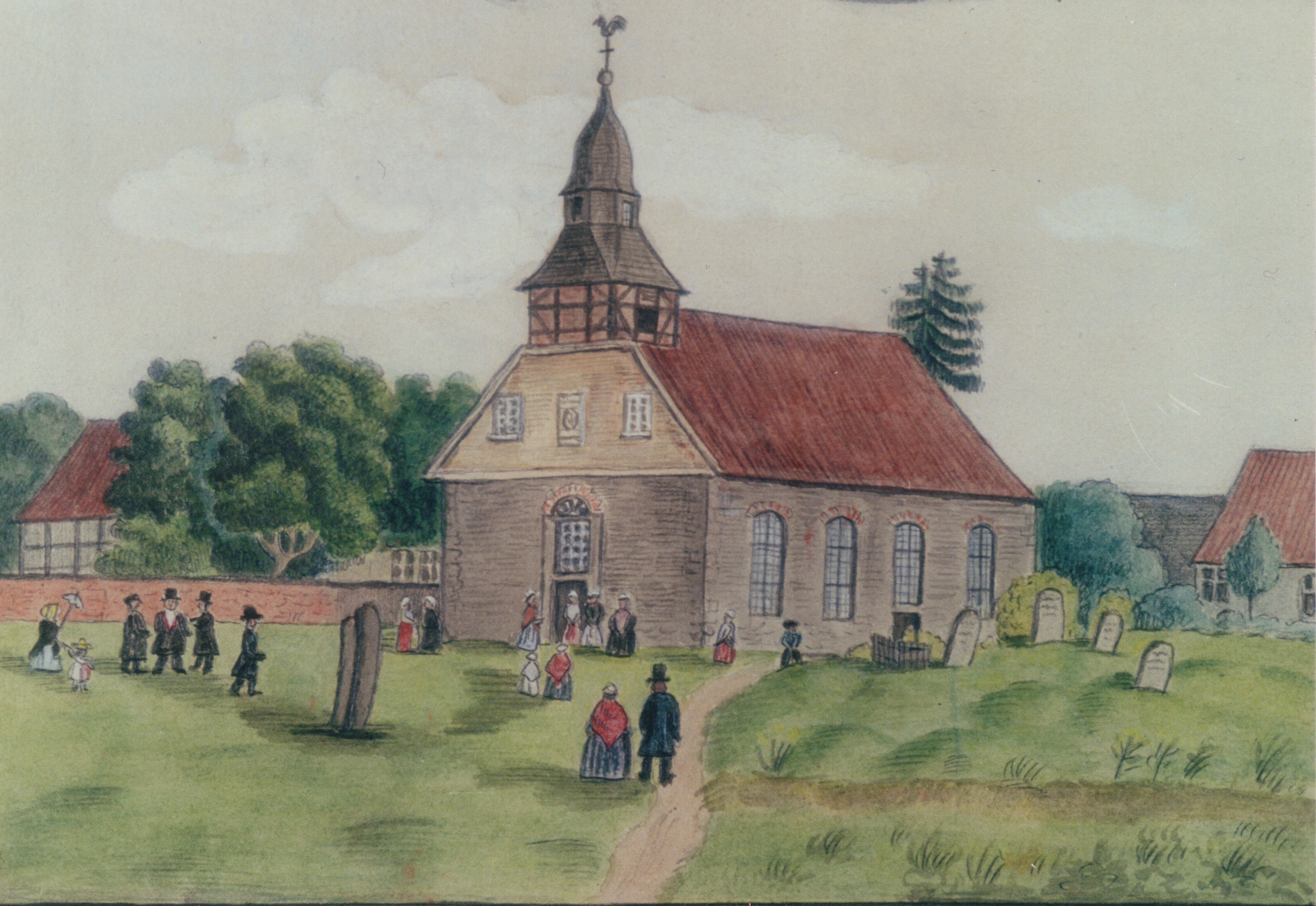
St. Antoniuskirche 1850 oder 1860

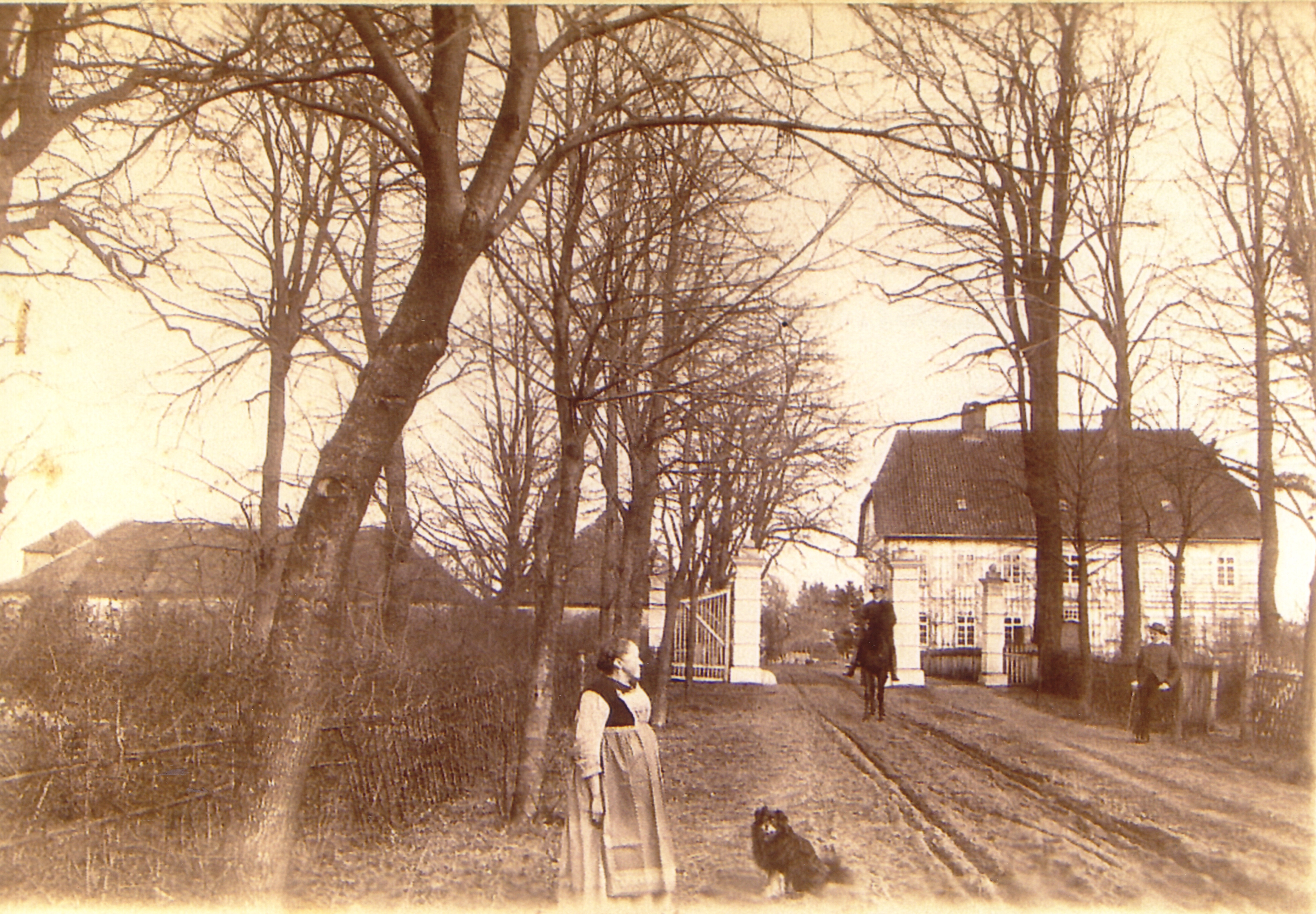
Auburg 1892

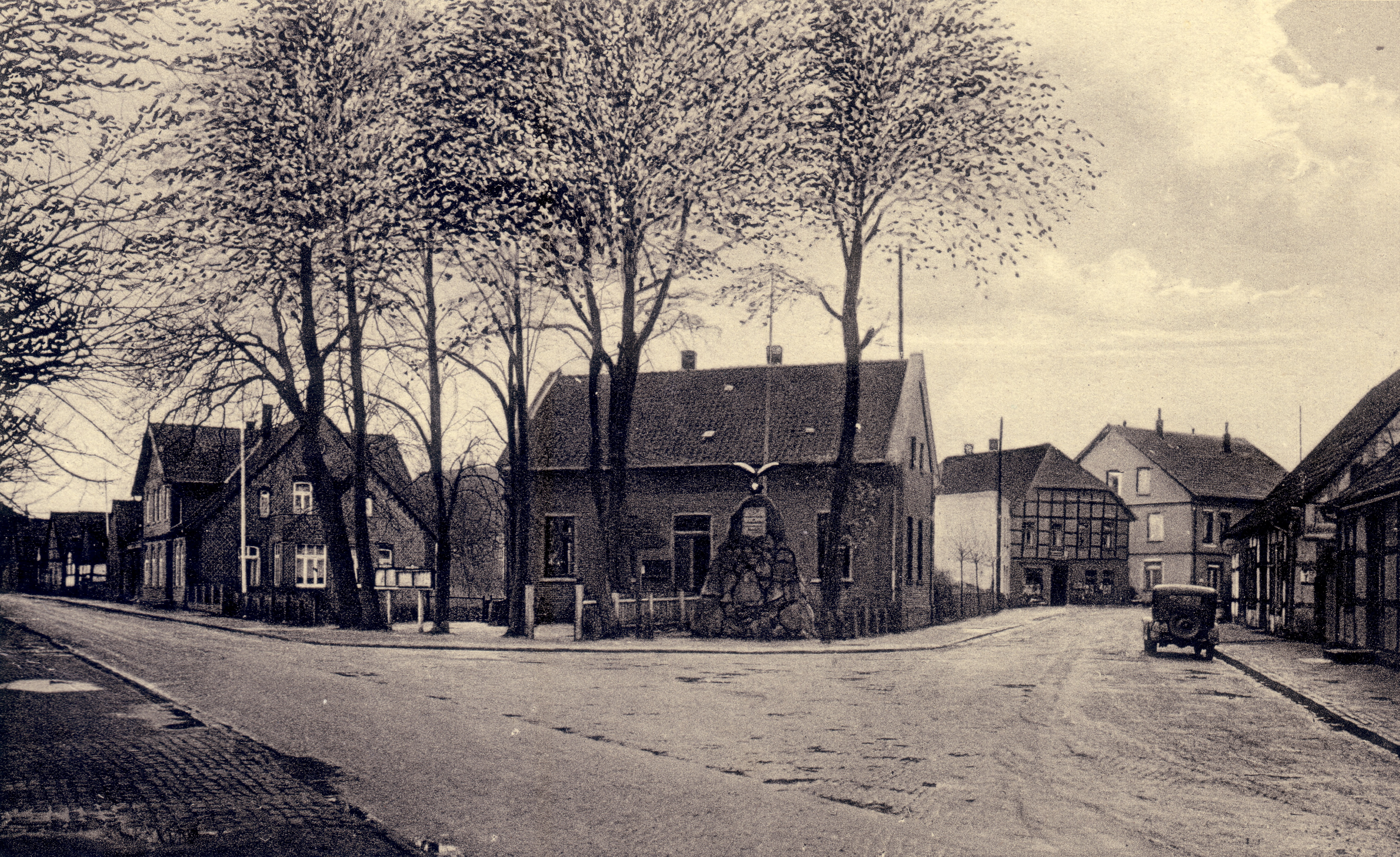
Altes Amtshaus (in der Mitte); Links davon ist das ebenfalls nicht mehr existierende Alte Rathausgebäude

Der Name Wagenfeld taucht zum ersten Mal um 1280 in einem Verzeichnis der gräflichen ravensbergischen Lehnsgüter auf. Der Name leitet sich von Wakenfeld ab. Waken sind Wassertümpel die in den Morast- und Sumpflandschaften der Moorgebiete vorkommen.
An der durch das Dorf fließenden Wagenfelder Aue ließen die Grafen von Diepholz Ende des 15. Jahrhunderts eine Schutzfeste mit dem Namen Auburg errichten. Diese Wasserburg, auf einer Insel zwischen einem abgezweigten Arm der Aue und der Wagenfelder Aue gelegen, sollte die benachbarten Mindener abschrecken, die damals regelmäßig in das Gebiet einfielen. Diese fühlten sich jedoch gerade durch den Bau der Auburg provoziert und zerstörten diese in der Folgezeit mehrere Male.
Als 1585 Graf Friedrich II. von Diepholz verstarb, brach ein Rechtsstreit über die territoriale Zugehörigkeit des Amtes Auburg, an dessen Ende es an die Landgrafschaft Hessen-Kassel fiel. 1592 erhielt der Sohn des Landgrafen, Philipp Wilhelm von Cornberg, das Amt. Nach seinem Tod wurden die Besitzungen unter seinen zahlreichen Nachkommen aufgeteilt und es bildeten sich außer der Auburger Linie noch eine Richelsdorfer, Kettenbacher, Hüffer und eine Lübbecker derer von Cornberg.
Sein ältester Sohn Bernd Philip stiftete die Auburger Linie und wurde nach seinem Ableben 1630 als erstes Oberhaupt der Auburger Linie in der Kirche von Wagenfeld beigesetzt. Als 1739 die Richelsdorfer Linie der Cornberger in der 4. Generation ausstarb, fiel Richelsdorf an die Auberger Linie, die 1762 wiederum nach Richelsdorf übersiedelte.

### 19. Jahrhundert
Während der Napoleonischen Kriege gehörte Wagenfeld von 1810 bis 1813 zum Kanton Rahden des Arrondissement Minden im Departement Oberems des Französischen Kaiserreichs. Nach Napoleons missglücktem Russlandfeldzug flohen die französischen Truppen 1813 aus dem Gebiet.
Am 23. September 1815 – somit 230 Jahre nach der Abspaltung von Diepholz 1585 – kamen Preußen, Hannover und Kurhessen überein, das Amt Auburg an Hannover abzutreten. 1820 wurde die Amtsvogtei Auburg wieder dem Amt Diepholz angegliedert.
Die Verkoppelung Wagenfelds von 1853 bis 1861 bewirkte die Trennung zwischen den Besitzungen des Gutes Auburg und den Privatflächen. Die Landwirte wurden aus der Abhängigkeit zu einem Grundherren entlassen und konnten fortan Privatbesitz erlangen. Zudem wurde das Wege- und Gewässernetz umfassend neu strukturiert. Die vier Ortschaften Bockel, Neustadt, Förlingen und Haßlingen wurden erstmals der Verwaltung eines Bürgermeisters (damals noch Samtvorsteher genannt) übergeben. Aus dieser Zeit stammt wohl auch die regionale Überlieferung, dass Wagenfeld „das größte Dorf Deutschlands“ sei, denn die neue Gemeinde hatte im Verhältnis zu anderen damaligen Gemeinden eine unübliche Größe.
Wagenfeld fiel im Zuge der Annektierung des Königreichs Hannover, nach dem Deutschen Krieg 1866, an Preußen und wurde der Provinz Hannover sowie ab 1885 dem Kreis Diepholz zugeordnet.
1884 wurde der königlich hannoversche Kammerrat, Karl Ludwig Viktor von Cornberg zu Auburg, zum Freiherrn ernannt und ein Jahr später durch den König von Preußen zum letzten Mal mit der Auburg belehnt. Als er 1891 kinderlos starb, erbte sein entfernter Verwandter Theodor von Cornberg die Auburg. Bereits 1904 verkaufte er den ausgedehnten Grundbesitz zu Auburg und Wagenfeld und starb als letzter Auburger von Cornberg nervenkrank in dem badischen Städtchen Neckarelz.

### 20. Jahrhundert
1908 hat der damalige Landrat William „Willy“ Quassowski des Kreises Diepholz alle vier Ortsteile Wagenfelds in politische Gemeinden mit eigenen gewählten Gemeinderäten umgewandelt, damit diese leichter Staatszuschüsse für die Schulunterhaltung erhalten konnten. Ganz Wagenfeld wurde zu einer Samtgemeinde mit vier Mitgliedsgemeinden.
1932 wurde Wagenfeld Teil des aus den Kreisen Diepholz und Sulingen neugeschaffenen Landkreises Grafschaft Diepholz.
1937 erwarb die Samtgemeinde Wagenfeld das Gebäude der Auburg sowie 26 Morgen Land (etwa 6,5 ha). Während der Zeit des Nationalsozialismus wurden zwölf ehemals in Wagenfeld ansässige jüdische Bürger und deren Ehegatten von ihren damaligen Wohnorten in sechs unterschiedliche Ghettos und Konzentrationslager (Auschwitz, Riga, Stutthof, Theresienstadt, Treblinka und Trostinez) deportiert und ermordet. Weitere 20 jüdische Wagenfelder konnten bis 1938 zum größten Teil in die USA, nach Großbritannien, Palästina oder Argentinien fliehen. Seit dem 14. September 2008 erinnert ein Gedenkbaum mit Gedenkplatte nahe dem Herrenhaus Auburg an die Wagenfelder Opfer der Shoa.
Von Mai 1946 bis Oktober 1948 wurde von der britischen Militärverwaltung nach dem Muster der britischen Kommunalverwaltung ein Gemeindedirektorenbezirk mit den Gemeinden Rehden, Hemsloh, Barver, Wagenfeld und Hannoversch Ströhen gebildet, dessen Verwaltungszentrum in der Auburg eingerichtet wurde. Im Oktober 1948 wurden in Niedersachsen alle Direktorenbezirke wieder aufgelöst und alle ehemaligen Gemeinden wieder mit Bürgermeistern besetzt.
Am 25. November 1966 beschloss der Niedersächsische Landtag das „Wagenfelder Gesetz“ zur Auflösung der Samtgemeinde und Schaffung der Einheitsgemeinde Wagenfeld aus den vier Gemeinden Wagenfeld-Bockel, Wagenfeld-Förlingen, Wagenfeld-Haßlingen und Wagenfeld-Neustadt. Das Gesetz trat am 1. Januar 1967 in Kraft.
Am 1. März 1974 wurde die Gemeinde Ströhen eingegliedert. Grundlage dafür war das „Gesetz zur Neugliederung der Gemeinden im Raume Grafschaft Diepholz / Grafschaft Hoya / Delmenhorst“ vom 8. November 1973.
Heute befindet sich auf dem Gelände der Auburg nur noch das Herren- und Gesindehaus. Nach 1945 wohnten dort zunächst acht Jahre lang Flüchtlingsfamilien. Danach dienten die Gebäude bis 1967 als landwirtschaftliche Berufsschule.
1977 wurde Wagenfeld Teil des aus den Landkreisen Grafschaft Diepholz und Hoya neugeschaffenen Landkreises Diepholz.

### 21. Jahrhundert
1998/1999 wurde das historische Gebäude der Auburg restauriert. Seither bietet der „Kulturkreis Auburg“ in seinen Räumlichkeiten ein abwechslungsreiches Kulturprogramm an.
Von 1961 bis 2002 war Wagenfeld ein Bundeswehrstandort: Die Luftwaffe unterhielt dort die 3. Batterie des Flugabwehrraketenbataillons 25 (3./FlaRakBtl. 25), das der 4. Luftwaffendivision (Aurich) zugeordnet war. 1975 erhielt der Unterkunftsbereich der Einheit den Namen „Auburg Kaserne“. In Wagenfeld waren bis 1988 Soldaten der 42. US-Artillerie-Abteilung stationiert, die die kleine Zahl Atomsprengköpfe bewachten, die im Verteidigungsfall – nach Freigabe durch die Amerikaner – durch Bundeswehrsoldaten abgeschossen worden wären. Als Waffensystem wurden anfangs konventionelle Nike-Ajax-Raketen, danach über viele Jahre Nike-Hercules-Raketen (mit sowohl konventionellen als auch nuklearen Sprengköpfen) verwendet, die schließlich ab 1989 durch die MIM-104 Patriot (konventionell) abgelöst wurden. Die Umrüstung auf das Patriot-System machte die kleine US-Garnison überflüssig. Im Zuge ihrer Verkleinerung nach dem Ende des Ost-West-Konfliktes hat die Bundeswehr ihren Standort Wagenfeld schließlich aufgelöst. Zu sehen sind bis heute die Kaserne, die geräumte Raketen-Abschussstellung (Bunker) sowie der ehemalige Feuerleit-Bereich (frühere Radarstellung).
Die Gemeindeverwaltung bezog 2005 einen Flügel des neuen „Dienstleistungszentrums Wagenfeld“, während das Alte Rathaus an der Hauptstraße heute nicht mehr besteht.

## Politik

### Gemeinderat
Der Gemeinderat der Gemeinde Wagenfeld besteht aus 20 Ratsfrauen und Ratsherren sowie kraft Amtes dem Bürgermeister. Dies ist die festgelegte Anzahl für eine Gemeinde mit einer Einwohnerzahl zwischen 7.001 und 8.000 Einwohnern. Die 20 Ratsmitglieder und der Bürgermeister werden durch eine Kommunalwahl für jeweils fünf Jahre gewählt. Die aktuelle Amtszeit begann am 1. November 2021 und endet am 31. Oktober 2026.
Die folgende Tabelle zeigt die Kommunalwahlergebnisse seit 2001.
|                              | CDU   | CDU     | SPD   | SPD     | FDP   | FDP     | UWG   | UWG     | Gesamt | Gesamt                        | Wahl- beteiligung | Wahl- berechtigte | Wähler | Gemeinderatswahl 2016Wahlbeteiligung: 53,54 % 50403020100 42,06 %26,08 %16,93 %14,91 % CDUUWGSPDFDPGewinne und Verlusteim Vergleich zu 2011 %p 4 2 0 −2 −4 −6−2,18 %p+3,88 %p−4,09 %p+2,39 %pCDUUWGSPDFDP |
| Wahlperiode                  | %     | Mandate | %     | Mandate | %     | Mandate | %     | Mandate | %      | Gesamtanzahl der Sitze im Rat | %                 |                   |        | Gemeinderatswahl 2016Wahlbeteiligung: 53,54 % 50403020100 42,06 %26,08 %16,93 %14,91 % CDUUWGSPDFDPGewinne und Verlusteim Vergleich zu 2011 %p 4 2 0 −2 −4 −6−2,18 %p+3,88 %p−4,09 %p+2,39 %pCDUUWGSPDFDP |
| 2001–2006                    | 45,30 | 10      | 22,10 | 4       | 14,80 | 3       | 17,80 | 3       | 100    | 20                            | 51,20             | 5.848             | 2.997  | Gemeinderatswahl 2016Wahlbeteiligung: 53,54 % 50403020100 42,06 %26,08 %16,93 %14,91 % CDUUWGSPDFDPGewinne und Verlusteim Vergleich zu 2011 %p 4 2 0 −2 −4 −6−2,18 %p+3,88 %p−4,09 %p+2,39 %pCDUUWGSPDFDP |
| 2006–2011                    | 42,29 | 9       | 20,23 | 4       | 16,55 | 3       | 20,90 | 4       | 100    | 20                            | 51,61             | 5.938             | 3.065  | Gemeinderatswahl 2016Wahlbeteiligung: 53,54 % 50403020100 42,06 %26,08 %16,93 %14,91 % CDUUWGSPDFDPGewinne und Verlusteim Vergleich zu 2011 %p 4 2 0 −2 −4 −6−2,18 %p+3,88 %p−4,09 %p+2,39 %pCDUUWGSPDFDP |
| 2011–2016                    | 44,24 | 8       | 21,02 | 4       | 12,52 | 2       | 20,20 | 4       | 100    | 18                            | 48,56             | 5.897             | 2.864  | Gemeinderatswahl 2016Wahlbeteiligung: 53,54 % 50403020100 42,06 %26,08 %16,93 %14,91 % CDUUWGSPDFDPGewinne und Verlusteim Vergleich zu 2011 %p 4 2 0 −2 −4 −6−2,18 %p+3,88 %p−4,09 %p+2,39 %pCDUUWGSPDFDP |
| 2016–2021                    | 42,07 | 9       | 16,93 | 3       | 14,92 | 3       | 26,08 | 5       | 100    | 20                            | 53,54             | 5.900             | 3.159  | Gemeinderatswahl 2016Wahlbeteiligung: 53,54 % 50403020100 42,06 %26,08 %16,93 %14,91 % CDUUWGSPDFDPGewinne und Verlusteim Vergleich zu 2011 %p 4 2 0 −2 −4 −6−2,18 %p+3,88 %p−4,09 %p+2,39 %pCDUUWGSPDFDP |
| 2021–2026                    | 37,46 | 8       | 16,56 | 3       | 13,66 | 3       | 32,32 | 6       | 100    | 20                            | 57,22             | 5.884             | 3.367  | |
| Quellen: Gemeinde Wagenfeld. |       |         |       |         |       |         |       |         |        |                               |                   |                   |        | |

### Bürgermeister

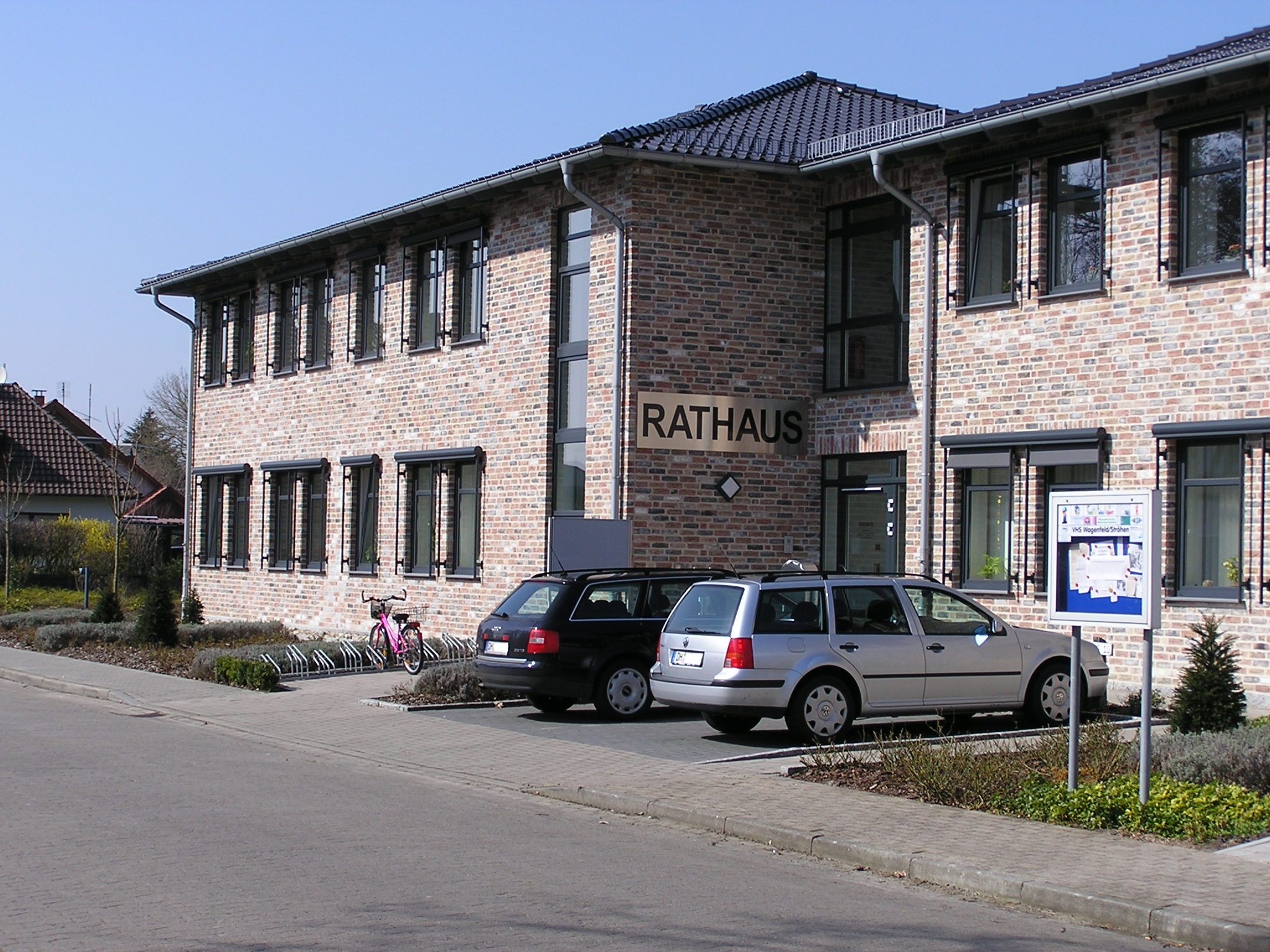
Das Rathaus der Gemeinde Wagenfeld

Seit November 2014 ist der parteilose Matthias Kreye der hauptamtliche Bürgermeister der Gemeinde Wagenfeld. Bei der letzten Bürgermeisterwahl wurde er mit 63,78 % der Stimmen gegen drei Mitbewerber gewählt. Die Wahlbeteiligung lag bei 61,24 %. Kreye löste den bisherigen Amtsinhaber Wilhelm Falldorf (CDU) ab, der nicht mehr kandidiert hatte.
1997 wurde in Wagenfeld die seit 1946 bestehende zweigleisige Gemeindespitze, mit einem hauptamtlichen Gemeindedirektor und einem ehrenamtlichen Bürgermeister, nach der Norddeutschen Ratsverfassung aufgegeben. Die Gemeindedirektoren waren die Samtgemeindebürgermeister von 1946 bis 1962. Am 1. Juli 1962 wurde Karl-Heinz Placke zum Samtgemeindedirektor ernannt, ab 1967 als Gemeindedirektor in der Einheitsgemeinde bis zum 28. Februar 1995. Anschließend für die letzten zwei Jahre übernahm Henning Albers (1995–1997) das Amt.
Siehe auch: Liste der Bürgermeister und Amtsinhaber von Wagenfeld

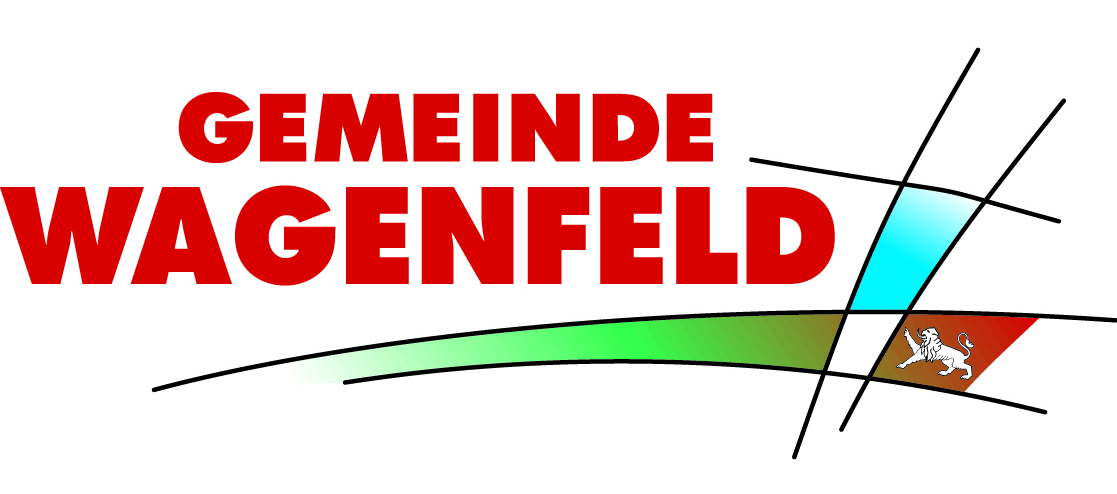
Wagenfelder Logo

### Wappen, Flagge und Dienstsiegel
Die Gemeinde Wagenfeld erhielt durch den Regierungspräsidenten in Hannover am 16. Juli 1969 die Erlaubnis, das nachstehend beschriebene Wappen zu führen.
Wappenbeschreibung
„Geteilt; oben in Silber ein schreitender, schwarz bewehrter, rot gezungter roter Löwe, unten geschacht von Blau und Silber in drei Reihen.“
Wappenbedeutung
Das Gemeindewappen ist den Familienwappen der Freiherren von Cornberg entlehnt und ist nur farblich etwas verändert. Der schreitende Löwe steht für die Abstammung der Familie von den Landgrafen von Hessen. Das Schach steht im Familienwappen für ein Schachbrett und ist im Familienwappen in den Farben Blau Rot und Silber gehalten. Die Gemeinde Wagenfeld teilt dieses Wappen, jeweils in der Farbgebung des geschachten Feldes verändert, mit der Gemeinde Cornberg.
Flaggenbeschreibung
„Die Farben der Gemeinde Wagenfeld sind blau und silbern. In der Flagge wird neben den Farben der Gemeinde das Wappen der Gemeinde im Mittelfeld gezeigt.“
Dienstsiegel
Das Dienstsiegel der Gemeinde enthält das Wappen der Gemeinde und die Umschrift „Gemeinde Wagenfeld, Landkreis Diepholz“.

### Städtepartnerschaften
Der Freundschaftsvertrag mit dem französischen Kanton Vibraye wurde im Jahr 1985 unterzeichnet.

## Kultur und Sehenswürdigkeiten
- Siehe auch: Liste der Baudenkmale in Wagenfeld

### Auburg

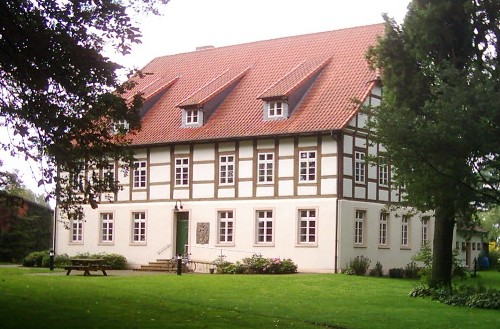
Die Auburg in Wagenfeld

Von der einstigen Burganlage der Auburg des Mittelalters befindet sich heute auf dem Gelände nur noch das Herren- und Gesindehaus. Weitere Gebäude und Hallen werden von dem örtlichen Bauhof genutzt.

### Theater
Im Wagenfelder Freilichttheater („Freilichtbühne Wagenfeld“) wird jedes Jahr im Sommer plattdeutsches Laientheater gezeigt.

### Tierpark

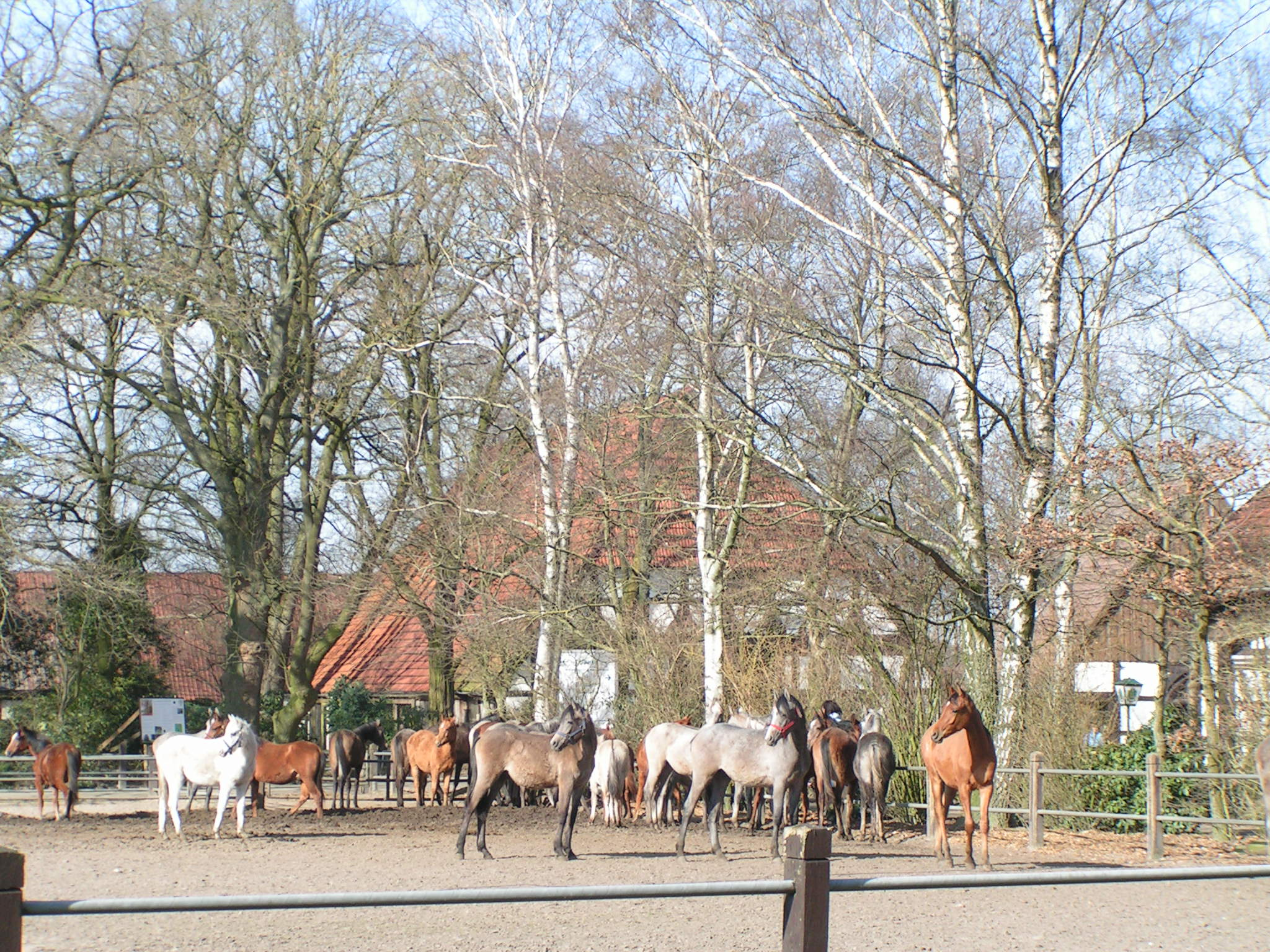
Araberpferde im Tierpark Ströhen

Im ganzjährig geöffneten Tierpark Ströhen kann man Tiere aus aller Welt finden.
Im Tierpark befindet sich außerdem das Vollblut Araber Gestüt Ismer.

### Jüdischer Friedhof
Der Jüdische Friedhof in Wagenfeld ist ein Kulturdenkmal. Er ist einer von acht gut erhaltenen jüdischen Friedhöfen im Landkreis Diepholz. Auf dem Friedhof in einem Wäldchen an der „Barver Straße“ befinden sich 27 Grabsteine aus den Jahren 1811 bis 1927 von jüdischen Verstorbenen.

### EFMK
Seit 2014 befindet sich im Norden des Ortsteils Ströhen das Europäische Fachzentrum Moor und Klima (EFMK) mit einem kranichförmigen Ausstellungs- und Verwaltungsgebäude.

### Draisinenverkehr und Moorbahn
Auf der Bahnstrecke Rahden – Ströhen (Han.) wird heute ein Draisinenverkehr für Touristen angeboten. In Ströhen findet dann der „Spurwechsel“ statt, denn hier schließt eine zur Touristenbahn umgebaute ehemalige Moorbahn an. Die etwa 3,5 km lange Strecke führt zum Naturschutzgebiet Neustädter Moor. Sie endet in der Nähe des Schäferhofs Teerling, wo ein Pad in das Moor führt.

### Söhlers Windmühle

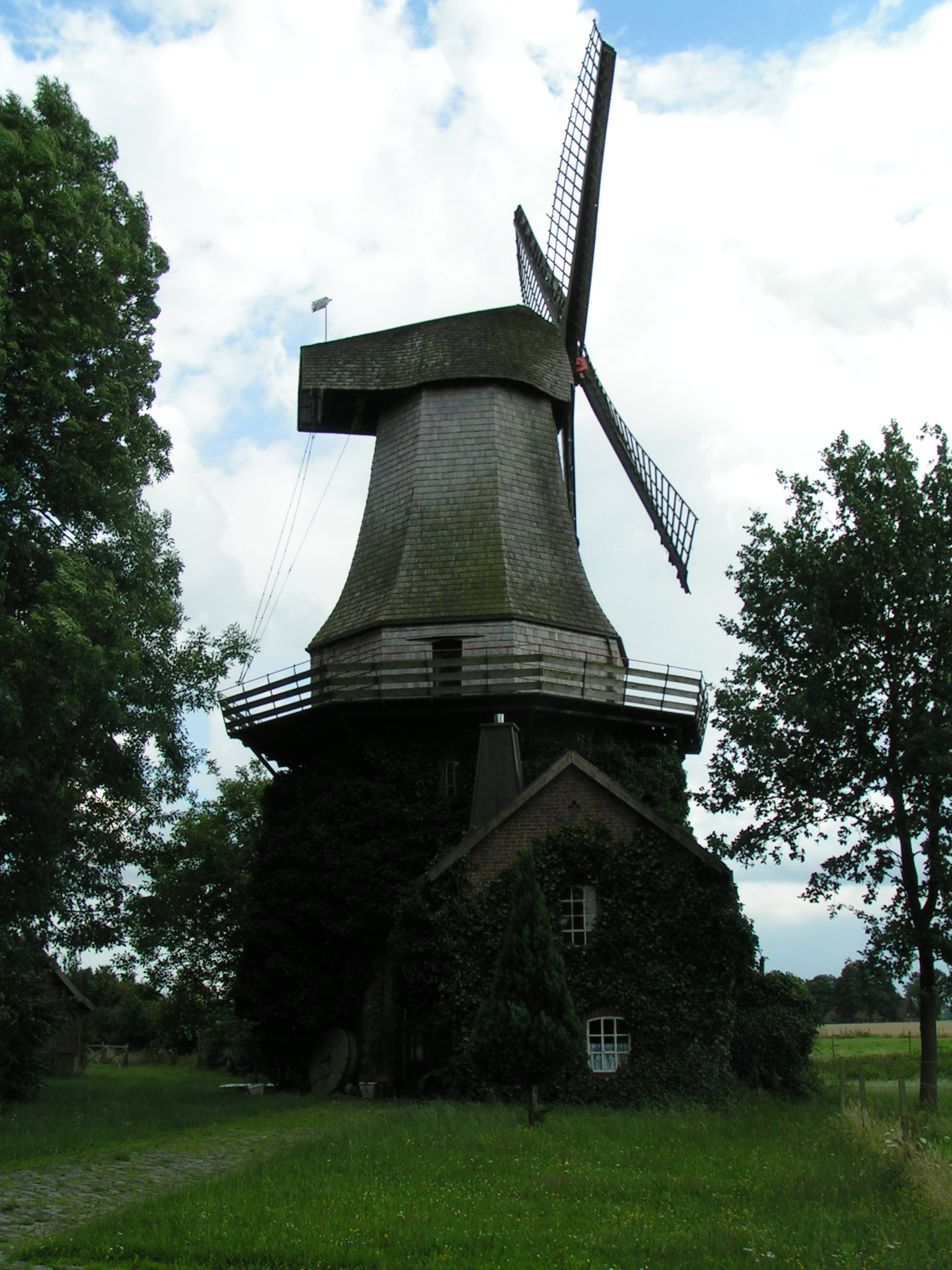
Söhlers Mühle in Wagenfeld-Neustadt

1905 wurde die Mühle durch Friedrich Söhler erbaut. Sie ist als Durchfahrtholländer mit einem vierstöckigen Unterbau und Oberteil aus Ziegelsteinen erbaut. Die Mühle ist mit Segelflügeln, Kappe und Eichenschindeln ausgestattet. 1990 wurde sie komplett restauriert und wurde auch einige Zeit als Hochzeitsmühle genutzt.

### Verbände
Wagenfeld ist Mitglied mehrerer Natur- und Kulturverbände, wie Diepholzer Moorniederung, Naturpark Dümmer, DümmerWeserLand, Niedersächsische Spargelstraße und Niedersächsische Mühlenstraße.

### Regelmäßige Veranstaltungen
Seit über 425 Jahren findet am letzten Freitag im August der Wagenfelder Großmarkt statt. Aus dem anfänglichen Tanzvergnügen und Handel der bäuerlichen Bevölkerung ist im Laufe der Zeit ein Vergnügungsmarkt entstanden.
Auf dem Heidering veranstaltet der Motorradsportclub MSC Heidering Wagenfeld regelmäßig Speedway-Training. Besonders hervorzuheben ist das große Ostertraining am Karsamstag.

### Chöre
Gemischter Chor, Popchor und KiChoWa (Kinderchor Wagenfeld) bereichern durch ihre öffentlichen Auftritte das kulturelle Leben in Wagenfeld.

### Kulinarische Spezialitäten
- Ströher Schwarten: Getränk, bestehend aus 1/3 Wasser, 1/3 feinsten Bohnenkaffee und 1/3 Korn
- Pickert: pfannkuchenartiges Gericht aus geriebenen Kartoffeln

## Wirtschaft und Infrastruktur

### Wirtschaft
Zu den in Wagenfeld ansässigen größeren Unternehmen gehören:
- Friedrich Lütvogt (Auburg Quelle)
- Molkerei Wagenfeld
- PTW Polyurethan-Technik Wagenfeld
- Wagenfelder Spinnereien (Wollgarnspinnerei)
- ZF Friedrichshafen AG (Werk Pkw-Radgelenke)
- Hempe GmbH

### Bildung
- Zwei Grundschulen (Auburg-Schule in Wagenfeld und Grundschule Ströhen)
- Oberschule in Wagenfeld
- die Oberstufe kann in den Gymnasien der umliegenden Städte besucht werden: Graf-Friedrich-Schule (Diepholz), Rahden und Sulingen
- VHS des Landkreises Diepholz betreibt hier eine Arbeitsstelle
- Gemeindebücherei im Untergeschoss der Auburg-Schule

### Öffentliche Einrichtungen
- Rathaus, Pastorenkamp 25
- Freiwillige Feuerwehr Wagenfeld mit ihren Standorten in Wagenfeld und Ströhen sowie zwei Jugendfeuerwehren
- Polizeistation Wagenfeld

### Soziale Einrichtungen
- Kindergärten
  - Ev. Kindergarten Pusteblume in Wagenfeld
  - DRK-Kindergarten in Ströhen
- Deutsches Rotes Kreuz, Ortsvereine Wagenfeld und Ströhen
- eine Senioreneinrichtungen

### Freizeit- und Sportanlagen
- acht Fußball- und Bolzplätze
- drei Sporthallen (Zwei Einfeldsporthallen bei den Grundschulen in Wagenfeld und Ströhen sowie eine Dreifeldsporthalle bei der Oberschule in Wagenfeld)
- Tennisanlage mit drei Plätzen in Wagenfeld[17]
- Hallenfreibad in Wagenfeld
- sieben Schießsportanlagen
- Paintballanlage[18] (auf dem ehemaligen Militärgelände)
- Golfanlage 18-Loch[19]
- Speedwaybahn Heide-Ring

### Kirchen, Religionen

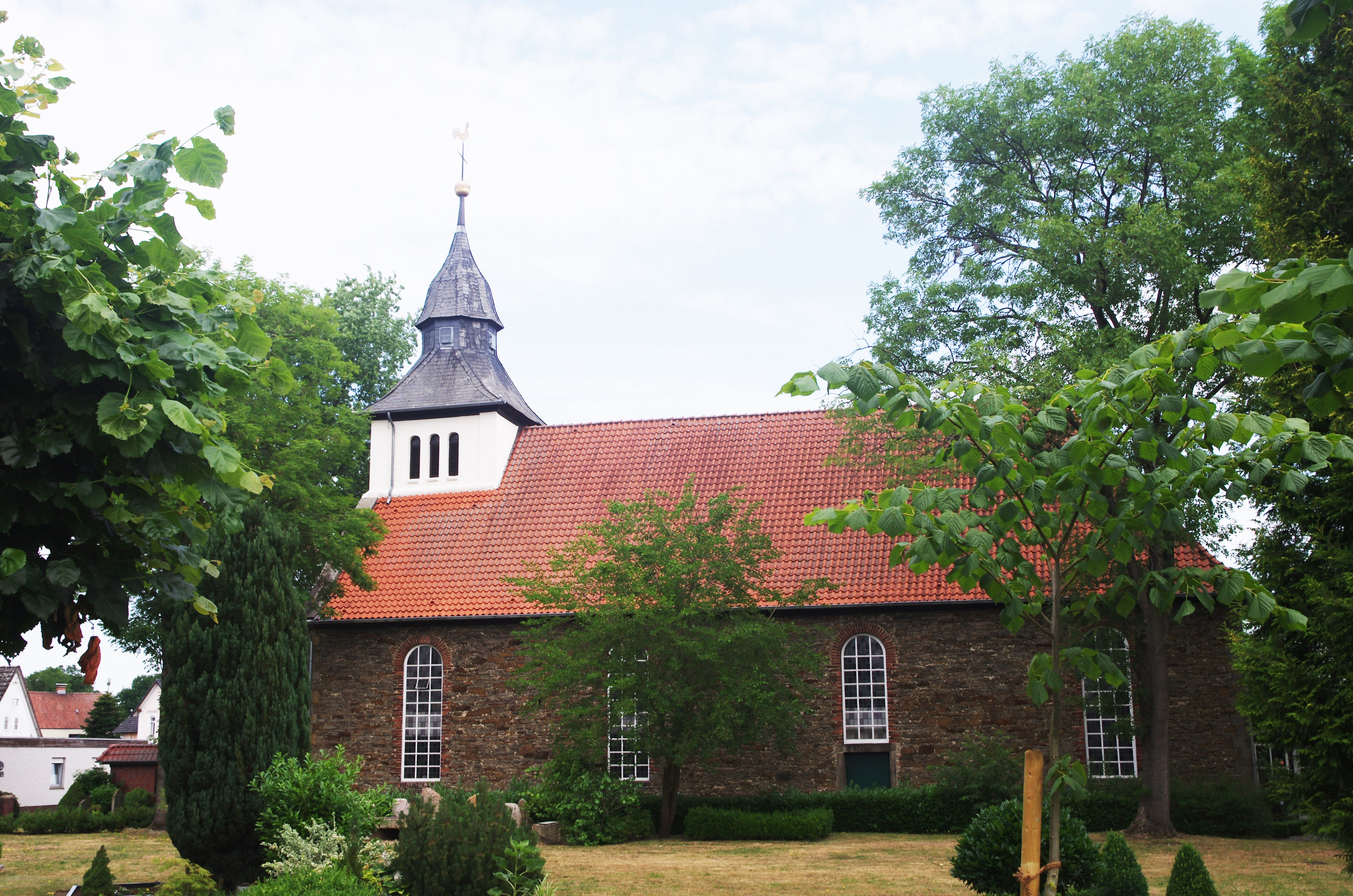
St.-Antonius-Kirche, Wagenfeld

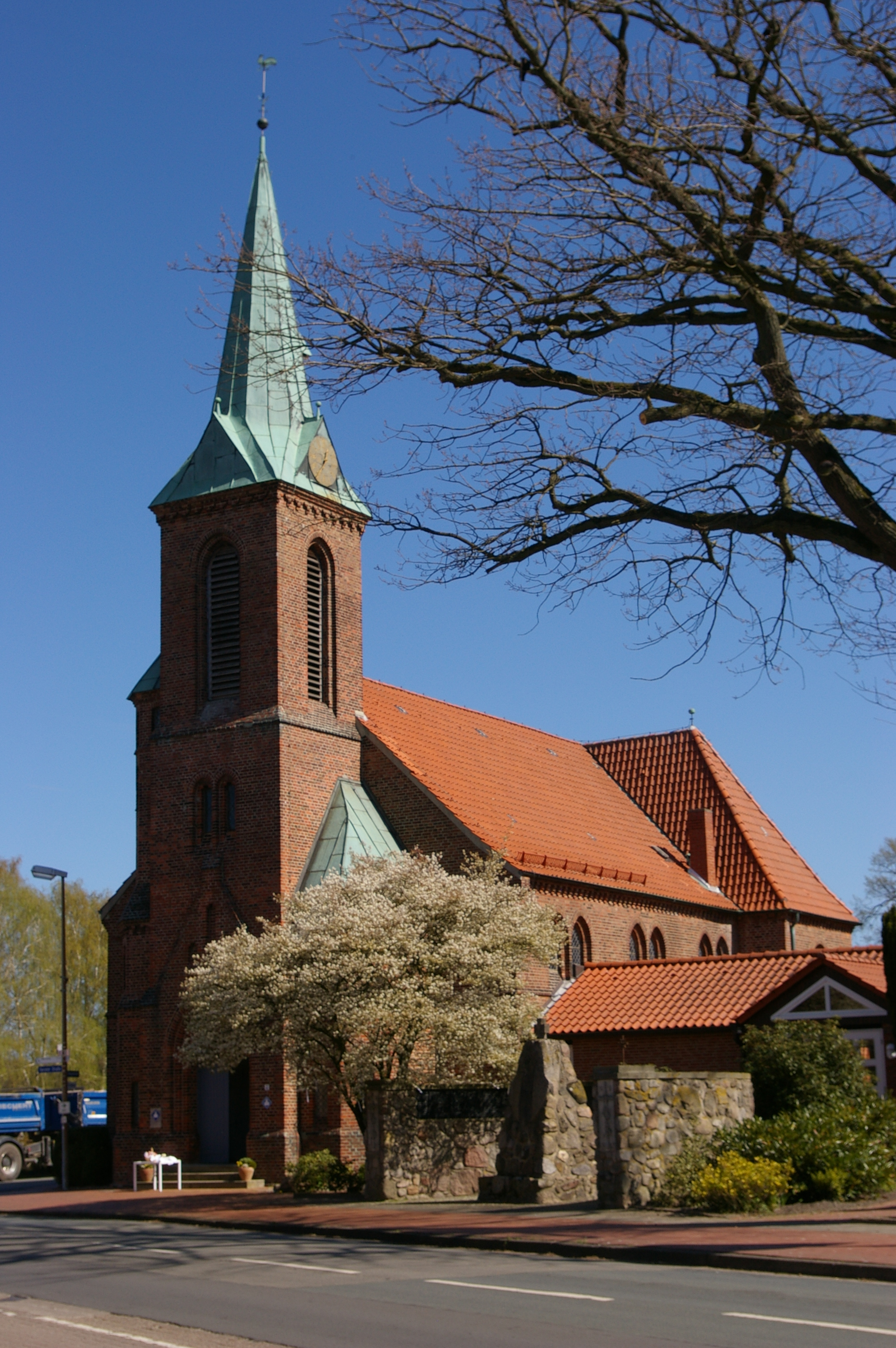
Kirche Ströhen

- Zwei Evangelisch-lutherischen Kirchengemeinden
  - St. Antonius in Wagenfeld mit einem 2013 angelegten Bibelgarten[20]
  - Kirche Ströhen der Kirchengemeinde in Ströhen
- Eine Moschee

### Vereine
- Schützenverein Wagenfeld
- Schützenverein Wagenfeld-Hasslingen
- Schützenverein Wagenfeld-Förlingen
- Schützenverein Wagenfeld-Neustadt
- Heimatverein Wagenfeld
- Ströher Dorfleben

### Verkehr

#### Straßenverkehr
Wagenfeld ist über die B 239 zu erreichen, die von Nordwest nach Südost die Gemeinde durchquert und direkt durch die Ortschaft Wagenfeld verläuft. Zudem ist das Gemeindegebiete dicht durch mehrere Landesstraßen erschlossen: L 343, L 344, L 345, L 347 und L 349. Autobahnanschlüsse sind in Holdorf an die A 1 (40 km) über die B 239 und B 214 im Westen und Kirchlengern an die A 30 (44 km) und A 2 direkt über die B 239 im Süden.
Um den Ortskern Wagenfeld ist eine Umgehungsstraße geplant und wurde im Bundesverkehrswegeplan 2030 als „Vordringlicher Bedarf“ aufgenommen.

#### Öffentliche Verkehrsmittel
Es gibt zwei täglich verkehrende Buslinien die durch die Weser-Ems Busverkehr und Lahrmann Bus betrieben werden:
- Linie 133 von Rahden (Bahnhof Rahden mit Betrieb durch die Eurobahn) über Wagenfeld nach Sulingen.
- Linie 170 von Diepholz (Bahnhof der DB) über Wagenfeld nach Ströhen.

Zudem wird zu Schulzeiten durch mehrere Linien der Schülerverkehr sichergestellt.
Die Gemeinde liegt im Tarifgebiet des Verkehrsverbund Bremen/Niedersachsen.

#### Schienenverkehr
In Ströhen befindet sich ein inaktiver Bahnhof an der Bahnstrecke Rahden–Bassum. Die Einstellung des Personenverkehrs war am 22. Mai 1982. Die endgültige Stilllegung folgte am 1. Juni 1994.
Zurzeit finden zwischen Rahden und Ströhen Draisinenfahrten für Touristen statt.
Das Aktionsbündnis Eisenbahnstrecke Bassum-Bünde plant die Reaktivierung nördlich von Rahden als „Dümmer-Weser-Bahn“ und Betrieb des Personenverkehrs durch die Bonner Rhein-Sieg-Eisenbahn bis 2020.

## Persönlichkeiten

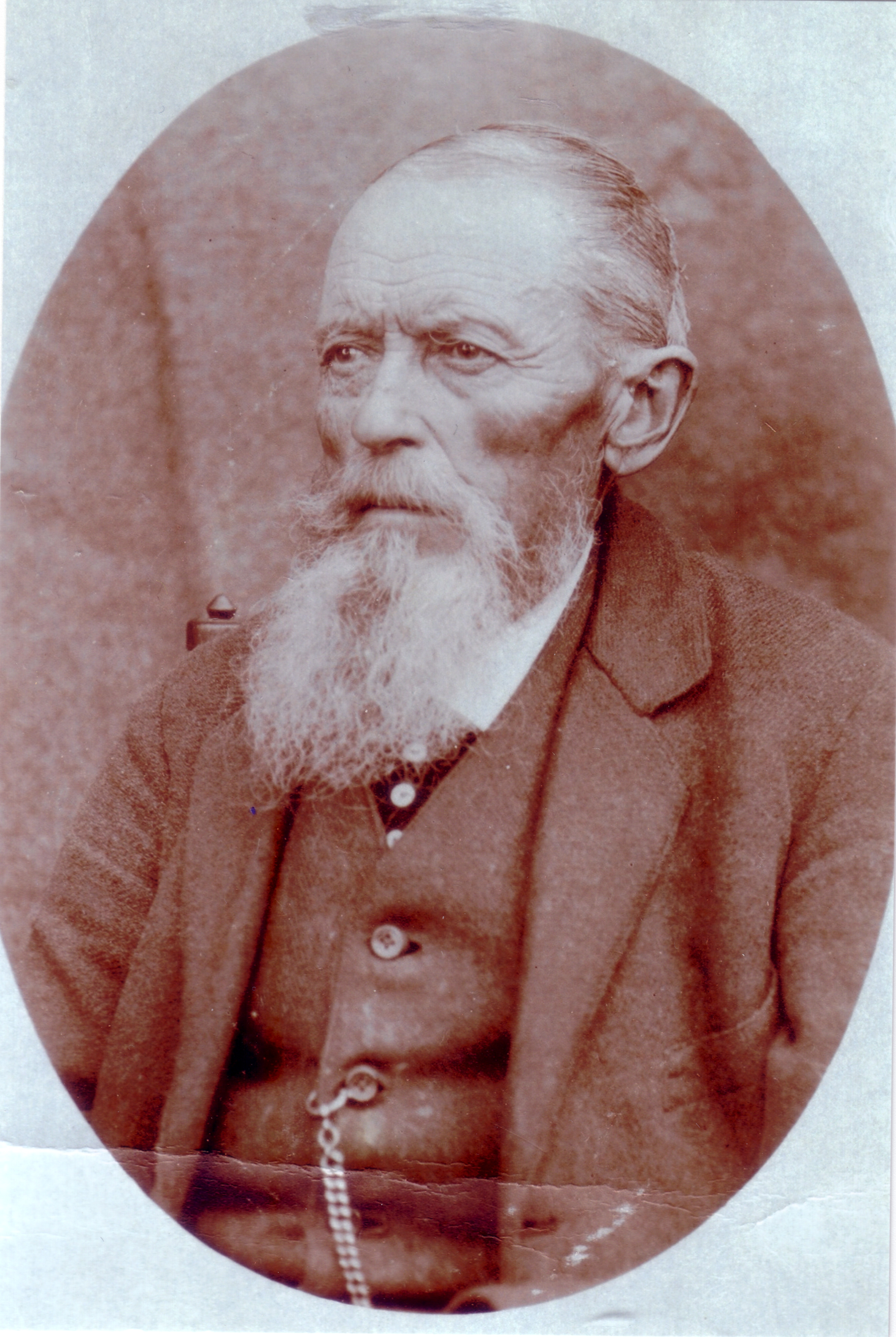
Jan Hinnerk Woerdemann

### Söhne und Töchter der Gemeinde
- Ingo Eichmann (* 1901; † nach 1969), Gestapobeamter und SS-Führer, geboren im Ortsteil Ströhen
- Fritz Wilkening (1926–2016), Pädagoge und Erziehungswissenschaftler

### Personen, die mit der Gemeinde verbunden sind
- Adam von Cornberg (* 23. Juni 1659; † 1728 in Auburg), Oberhauptmann
- Freiherr Karl Ludwig Viktor von Cornberg zu Auburg († 1891), letzter Vertreter aus der Linie Auburg
- Jan Hinnerk Wördemann (* 1. Mai 1851 in Dörpel; † 18. Dezember 1923 in Wagenfeld), Heimatdichter